# Rogovići
Rogovići – wieś w Chorwacji, w żupanii istryjskiej, w gminie Kaštelir-Labinci. W 2011 roku liczyła 101 mieszkańców.